# NGC 7529
NGC 7529 је спирална галаксија у сазвежђу Пегаз која се налази на NGC листи објеката дубоког неба.
Деклинација објекта је + 8° 59' 32" а ректасцензија 23h 14m 3,1s. Привидна величина (магнитуда) објекта NGC 7529 износи 13,8 а фотографска магнитуда 14,6. NGC 7529 је још познат и под ознакама UGC 12431, MCG 1-59-14, CGCG 406-24, KUG 2311+087, PGC 70755.